# إبراهيم إبراهيم
إبراهيم إبراهيم هو قسيس لبناني، ولد في 22 مارس 1962 في جنسنايا في لبنان.